# Johannes Pietsch
Johannes Pietsch, noto anche con lo pseudonimo di JJ (Vienna, 29 aprile 2001), è un cantautore e compositore austriaco di origini filippine.
Ha vinto l'Eurovision Song Contest 2025 con il brano Wasted Love, rappresentando l'Austria.

## Biografia
Nato a Vienna da padre austriaco, tecnico informatico, e madre filippina, cuoca di professione, ha vissuto a Dubai fino al 2016, quando i suoi genitori sono tornati in Austria.
Nel 2020, dopo non essere riuscito a iscriversi in tempo a The Voice of Germany, ha partecipato a The Voice UK, proseguendo il suo percorso fino alla fase dei Knockout, dove è poi stato eliminato. L'anno successivo ha preso parte al talent show austriaco Starmania, arrivando fino alle semifinali. Parallelamente, ha frequentato la scuola lirica dell'Opera di Stato di Vienna.
Il 30 gennaio 2025, durante la trasmissione radiofonica Ö3-Wecker su Ö3, Johannes Pietsch è stato annunciato ufficialmente come rappresentante dell'Austria all'Eurovision Song Contest 2025 a Basilea, dove si è esibito con il nome d'arte di JJ. La sua canzone, Wasted Love, co-composta da Teodora Špirić, è stata presentata il 6 marzo 2025. Nel maggio successivo, dopo aver ottenuto la qualificazione dalla seconda semifinale, JJ ha preso parte alla finale eurovisiva, vincendo la competizione con 436 punti totalizzati.

## Stile musicale
Lo stile musicale di Johannes Pietsch combina elementi di opera e pop. In qualità di contraltista con un'estensione che raggiunge il registro di soprano, esplora entrambi i generi attraverso un approccio vocale e interpretativo intenso ed espressivo.

## Vita privata
Pietsch parla fluentemente tedesco, inglese e tagalog, mentre ha studiato francese e arabo presso la German International School di Dubai. Ha anche qualche conoscenza dell’italiano grazie ai suoi studi all’università (MUK). Dichiaratamente queer, dopo la sua vittoria all'Eurovision ha rivelato di avere un fidanzato. Attualmente vive a Vienna, nel distretto di Hietzing, insieme alla famiglia.

## Discografia

### Singoli
- 2025 – Wasted Love